# 男はつらいよ (映画)
『男はつらいよ』（おとこはつらいよ）は、1969年8月27日に公開された日本映画。『男はつらいよ』シリーズの1作目。ロケ地は、京都、奈良。観客動員は54万3000人。同時上映は『喜劇 深夜族』（主演：伴淳三郎）

## 作品概要
50年にわたる下町人情喜劇映画シリーズの記念すべき第1作。
当初はテレビドラマ版最終回への抗議を受けての映画化という性質があったため、本作で完結ともとれるラストになっている。本作では、冬子に失恋して柴又を発ってから「一年後」に、満男が生まれたばかりで、寅次郎と登が一緒に啖呵売をしている描写がある。現実は、その１年の間に作られた第２作～第５作で満男は既に生まれているし、登もそのうちの３作品で登場している。2019年放送の『少年寅次郎』第2話では小学生時代の寅次郎と冬子の接点が描かれた。また、最終話では寅次郎の家出（1949年）が描かれ、20年後の本作の冒頭に繋がる内容になっている。さくらの部屋の写真には、少年少女期のさくら自身や寅次郎のほか、すでに死去している父親の車平造、母親の車光子、兄の車昭一郎の姿が写っている。

## あらすじ
14歳の時に今は亡き父と大ゲンカして家出してから20年振りに、故郷である東京は葛飾柴又のとらやに帰ってきた車寅次郎（渥美清）。ちょうど庚申の祭り（柴又帝釈天の庚申の日）の最中で、早速祭りに参加する寅次郎は、懐かしい親戚のおい（おじ）ちゃん（森川信）、おばちゃん（三崎千恵子）や妹のさくら（倍賞千恵子）と涙の再会を果たす。
翌日寅次郎は、親代わりのおいちゃんたちに頼まれ、さくらの見合いに出席する。まだおいちゃんたちは寅次郎の本性を知らなかったのだ。寅次郎は、酔ったあげくの不作法な言動でひんしゅくを買い、見合いをぶち壊しておいちゃんたちと大ゲンカし、柴又を去る。啖呵売の仕事をしていた京都で知り合った外国人夫婦に付き合って奈良に行くが、そこで御前様（柴又帝釈天題経寺住職＝笠智衆）の娘で幼なじみの冬子（光本幸子）が父親と旅行しているところに出会う。一目で冬子に惚れてしまった寅次郎は、帰京する冬子たちに誘われる形で、ともに柴又へと戻る。
柴又へ帰った寅次郎は、一つのカップルの縁談を進める。妹のさくらととらやの裏にある印刷会社の工員・博（前田吟）とのものであった。初めは「さくらは大学出のサラリーマンと結婚させるんだい」、「てめえら職工にはさくらは高嶺の花だ」と言っていた寅次郎だが、博のさくらに対する想いを知り、「お前は大学を出なきゃ嫁はもらえねえっていうのか」と前言を撤回し、恋愛指南をするほどに。博に頼まれて、さくらの想いを訊くという役目には失敗したが、それをきっかけに博がさくらへの心からの想いを直接伝えたことで、もともと博に想いを寄せるようになっていたさくらが博を追いかけていって、無事二人は結ばれる。帰宅したさくらから、博と結婚するという報告を聞き、寅次郎は涙ぐんで喜ぶ。
二人の結婚式は、柴又・川甚で開かれた。寅次郎は、博と喧嘩別れしていたはずの両親が出席しているのを知り、父親（志村喬）の大学教授という肩書きにも反発を覚える。しかし、父親の「8年ぶりに、皆さんの温かい友情とさくらさんの優しい愛情に包まれたせがれの顔を見ながら、親としていたたまれないような恥ずかしさを……。一体親としてせがれに何をしてやれたのだろうか、何という無力な親だったかと……。今ようやく皆様のお陰で、春を迎えられます」といった涙ながらの挨拶を聞き、会場一同を代表して感謝し、すばらしい家族を持てたさくらを祝福する。
さて、寅次郎はさくらが結婚したあと毎日のように冬子に会いに帝釈天に通い、「寅さんの寺通い」として柴又じゅうで有名になるほどであった。冬子は寅次郎の恋する気持ちを知ってか知らずか、気晴らしに寅次郎をデートに誘ったり、酔って握手を求めたりして、寅次郎の気持ちは高まるばかり。しかしある日、冬子がある男性と一緒にいるところを目撃してしまい、御前様に冬子の夫になる男と紹介される。放心状態の寅次郎は江戸川縁で、「お嬢さん、お笑いくださいまし。私は死ぬほどお嬢さんに惚れていたんでございます」と独白し、涙する。さらに帰宅後、自分のことが家族や隣人の印刷会社のタコ社長（太宰久雄）の噂の種になっていることを知ってしまう。いたたれまれなくなった寅次郎は、さくらの止める声を振り切って、とらやを去る。上野駅まで追いかけて来た舎弟の登（津坂匡章）に郷里の八戸までの乗車券を渡し、歳を考えて堅気になれと叩きだした寅次郎は、一人寂しくラーメンをかきこみ、嗚咽する。
1年後、寅次郎からの冬子宛のハガキが届く。さくら出産の知らせを聞き、冬子にさくらとの今後のつきあいを頼むとともに、「思い起こせば恥ずかしきことの数々、今はただ後悔と反省の日々を過ごしておりますれば、お嬢様には他事ながらお忘れくださるよう、ひれふしてお願い申し上げます」と書いてあった。

## キャスト
- 車寅次郎：渥美清
- さくら：倍賞千恵子
- 坪内冬子：光本幸子（新派）（御前様のお嬢さんで、寅さんとは幼なじみ。）
- 御前様：笠智衆（法名、日奏）
- 諏訪飈一郎（ひょういちろう）：志村喬（博の父、北海大学農学部 名誉教授）　※特別出演  （クレジットでは特出と表記）
- 車竜造：森川信
- 諏訪博：前田吟
- 川又登：津坂匡章（寅さんの舎弟）
- 源吉：佐藤蛾次郎（題経寺の寺男）
- 司会者：関敬六
- 車つね：三崎千恵子
- 桂梅太郎：太宰久雄（タコ社長、共栄印刷社長）
- 部長：近江俊輔（オリエンタル電機）
- 鎌倉道男：広川太一郎
- 道男の父：石島房太郎
- 道男の母：志賀真津子
- 川甚の仲居：村上記代
- 印刷工：石井愃一
- 印刷工：市山達巳
- 香具師1：北竜介
- 香具師2：川島照満
- 印刷工：水野皓作
- 参道の旦那：高木信夫
- 大久保敏男
- 桂梅太郎（タコ社長）の妻：水木涼子
- とらやの店員：米本善子
- 諏訪郁：津路清子（諏訪飈一郎の妻、博の母）
- ご近所さん、結婚式の客：谷よしの
- ご近所さん：後藤泰子
- ご近所さん：秩父晴子
- ご近所さん：大塚君代
- 佐藤和子
- 大学教授：山内静夫 ※ノンクレジット
- オリエンタル電機の社員・スナックの客：篠原靖夫※ノンクレジット
- 満男：石川雅一※ノンクレジット

## スタッフ
- 原作、監督 - 山田洋次
- 製作 - 上村力
- 企画 - 高島幸夫、小林俊一
- 脚本 - 山田洋次、森﨑東
- 撮影 - 高羽哲夫
- 美術 - 梅田千代夫
- 音楽 - 山本直純
- 照明 - 内田喜夫
- 編集 - 石井巌
- 録音 - 小尾幸魚
- 調音 - 松本隆司
- 監督助手 - 大嶺俊順
- 装置 - 小野里 良
- 進行 - 池田義徳
- 製作主任 - 峰 順一

## 受賞
- 第24回毎日映画コンクール
  - 監督賞 / 山田洋次
  - 男優賞 / 渥美清
- 第43回キネマ旬報ベスト・テン
  - 日本映画第6位
  - 主演男優賞 / 渥美清
- シナリオ作家協会シナリオ賞 / 森﨑東
- 第20回芸術選奨・文部大臣賞 / 山田洋次
- 全国興行生活衛生同業組合連合会第14回ゴールデングロス賞特別感謝賞[2]

## 備考
- 試写会は希望者が殺到したため当時としては異例の1000人が収容可能な神田共立講堂が使用された[3]。
- 世界一の長編シリーズとしてギネス世界記録国際版に全48作が認定されている。シリーズとしては全50作であるが、渥美清の出演は48作までなので全48作として認定されている。
- 1996年12月公開の『虹をつかむ男』では終盤、本作の映画を白銀活男と平山亮が見るシーンがある。
- さくらと博の結婚披露宴は柴又の料亭「川甚」で撮影が行われた[4]。
- DVDに収録されている予告編では、本編ではカットされた場面として、さくらの結婚式前、羽織袴姿の寅と正装した登が題経寺前を走るシーンが収録されている。
- 山田洋次によると、第一作目では渥美が余計な芝居や無駄な演技をしてしまい「間」を潰してしまう。「まあいいっか」と思って撮影を終了し、オールラッシュを見たがどうしてもあるシーンの「間」が気になる。全撮影後、松竹にお願いをしクローズアップのシーンを取るために最低限のセットを組んでもらい再撮影を行ったという[5]。

## ロケ地
- 千葉県松戸市矢切
- 東京都葛飾区柴又、千代田区紀尾井町(ホテルニューオータニ)、同区有楽町(スクランブル交差点)、中央区佃島、豊島区巣鴨(高岩寺とげぬき地蔵)、品川区(大井オートレース場)、大田区西蒲田(冬子とのデート)
- 奈良県生駒郡斑鳩町(法隆寺、法起寺)、奈良市(唐招提寺、東大寺、奈良公園、浮見堂、奈良ホテル)

出典